# 烏沃季河

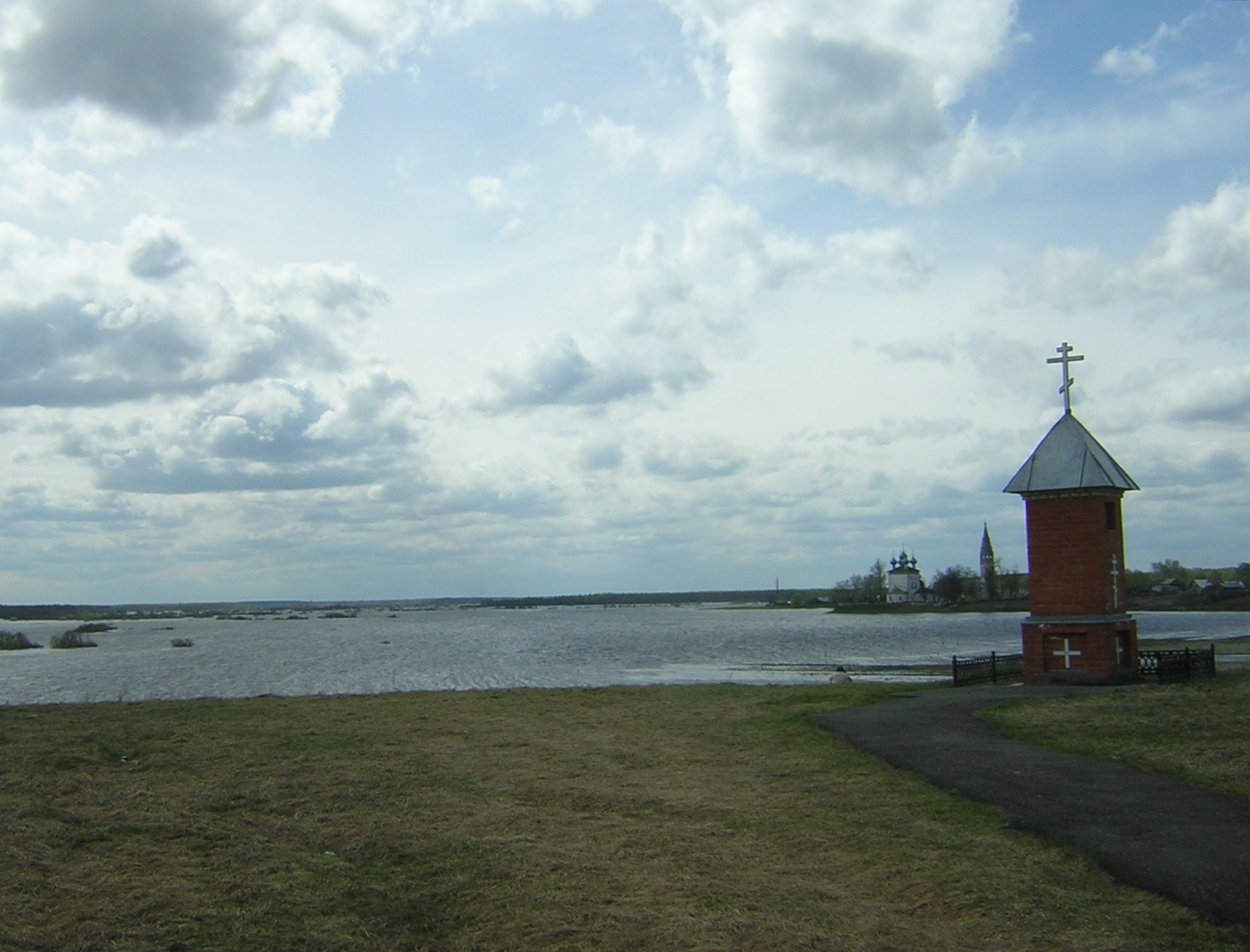
烏沃季河

烏沃季河是俄羅斯的河流，位於伊萬諾沃州和弗拉基米爾州內，屬於克利亞濟馬河的左支流，河道全長185公里，流域面積3,770平方公里，在每年11月開始結冰，直至翌年4月，河畔城鎮有伊萬諾沃和科赫馬。